# Johan Wilhelm Bergström

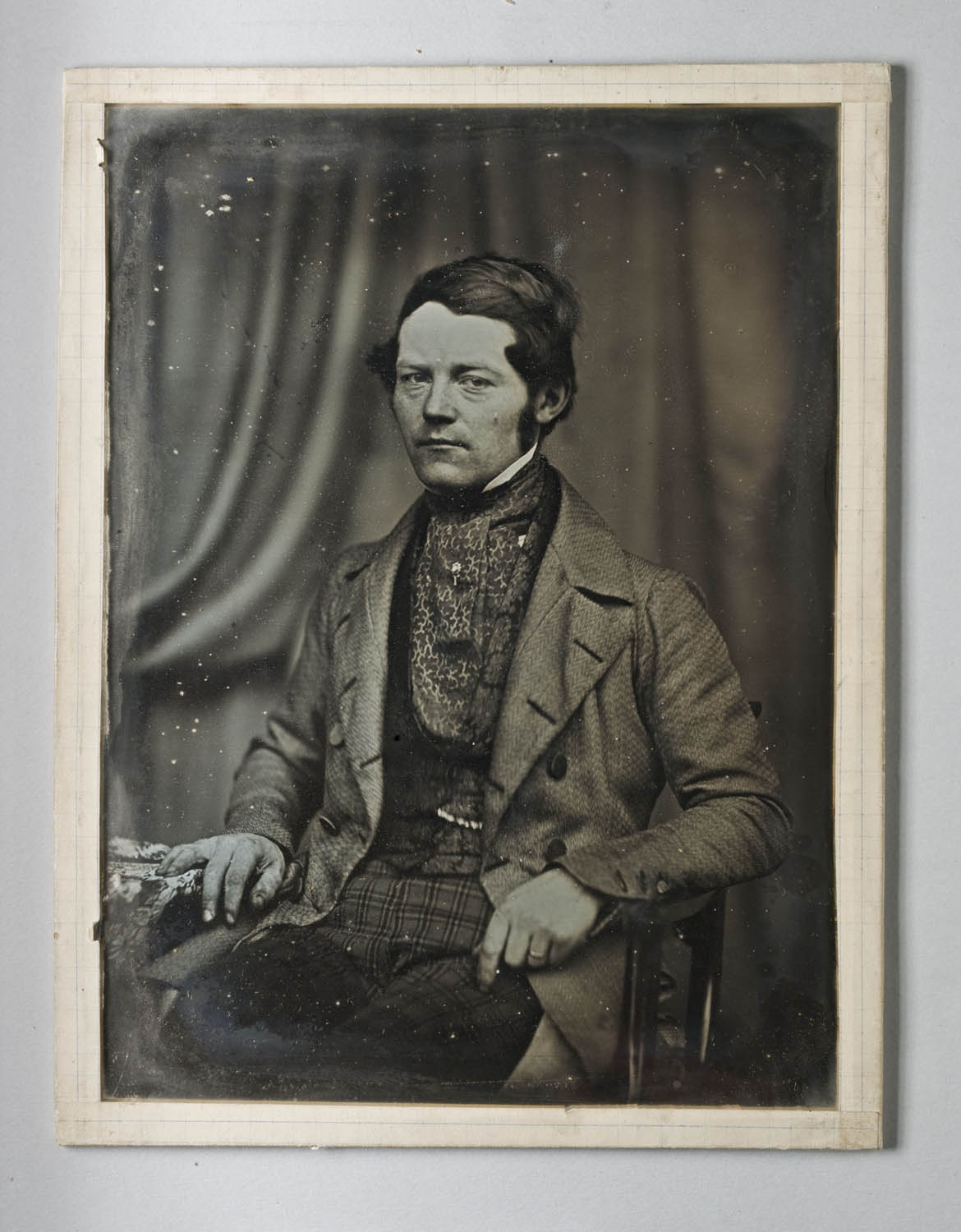
Johan Wilhelm Bergström, självporträtt, 1840-talet.

Johan Wilhelm Bergström, född 1812 och död 1881, var en svensk fotograf och industriman.

## Biografi
Bergströms far var snickare och anställd vid Samuel Owens gjuteri och maskinverkstad. Johan Wilhelm var äldst av nio syskon, och fick som tolvåring avbryta sin skolgång för att söka försörja sig som glassliparlärling. Han avlade både gesäll- och mästarprov som glasslipare och fick 1833 burskap i Stockholm och öppnade ett glassliperi på Drottninggatan. 1839 startade han även en mekanisk verkstad, där han tillverkade metallformar för pressning av glas. Köpare av formarna var Reijmyre, senare även Kosta glasbruk.
Sedan tulltaxan 1844 ändrats blev hans glassliperi inte längre lönsamt, och Bergström etablerade sig i stället som fotograf, en sysselsättning han skulle inneha under ungefär tio års tid.
Som daguerrotypist blev han flitigt anlitad, och tog bilder på en rad av samtidens stora. Han utförde även en rad topografiska bilder, som idag är av oskattbart värde. Under ett besök i Uppsala 1845 utförde han vad som idag är den äldsta kända fotografiska avbildningen av staden, dessutom som stereoskopbild.
Efter 1846 inriktade han sig på finmekanik, gevärssikten, artilleririktmedel och vetenskapliga instrument, något som givit honom en roll i datorernas historia. Engelsmannen Charles Babbage brukar omnämnas som den förste konstruktören av en mekanisk dator, differensmaskinen. Men Babbage lyckades aldrig få sin maskin att fungera, trots omfattande ekonomiskt stöd från sitt land. Den första fungerande differensmaskinen byggdes i stället av tre svenskar, Georg Scheutz och Edvard Scheutz och just J W Bergström.
Efter att hans mekaniska verkstad börjat löna sig bättre, gav han dock upp fotograferingen. Efter att ha åtagit sig en leverans av 10.000 brandrör för bomber åt kungariket Sardinien, kom han i kunglig gunst, och Oscar I sände honom på en betald studieresa till Tyskland, Belgien, Frankrike och England för att studera mekaniska verkstäder och industrier. Efter sin återkomst fick han uppdrag att utföra förbättringar av Stockholms slott.
Bergström innehade också uppdraget att organisera det svenska deltagandet i Londonutställningen 1851, och satt i samband med Stockholmsutställningen 1866 som jurymedlem i centralkommittén. Bergström var även aktiv som lokalpolitiker i Stockholms stadsfullmäktige.
När Stockholm skulle förses med gasbelysning 1853, konstruerade Bergström en egen belysningsapparat. Han ansåg att man inte behövde importera produkter och arbetskraft från England, som man hade gjort i Göteborg några år tidigare. I januari 1854 antogs Bergström som Stockholms (och Sveriges) förste svenske gasledningsentreprenör. Han var sitt fortsatta liv verksam som rörledningsentreprenör.